# Palazzo dell'Accademia ligustica di belle arti
Il palazzo dell'Accademia ligustica di belle arti è un edificio italiano sito a Genova, in piazza De Ferrari al civico 5, nel centro storico cittadino. Al suo interno hanno sede l'Accademia ligustica di belle arti e il museo dell'Accademia.

## Storia
Il palazzo fu costruito nel XIX secolo sul sito del demolito convento di San Domenico, su progetto di Carlo Barabino. L'iter progettuale, partito nel 1826 per poi concludersi nel 1831, di pari passo alla demolizione di chiesa e convento di San Domenico, passò attraverso varie proposte.
Fu dapprima costruito il porticato sui lati nord e ovest, destinato a caserma; avrebbe quindi dovuto far parte di un edificio porticato che circondava tutta la piazza. Infine, con la costruzione del Teatro Carlo Felice sul sito della chiesa, divenne dal 1831 al 1997 sede della Biblioteca civica Berio e dell'Accademia Ligustica. Il palazzo subì diversi danni alla struttura nel corso dei bombardamenti su Genova durante la seconda guerra mondiale.
Nel dopoguerra fu restaurato con progetto dell'architetto Mario Labò.
Inizialmente la facciata di Levante non era porticata, ma addossata alla collina, e ospitava la sala di Santo Varni. Con l'apertura di via XX Settembre e con essa di via Ettore Vernazza (1900 circa), venne prolungato il portico anche su questo lato, demolendo il salone di Varni.

## Descrizione

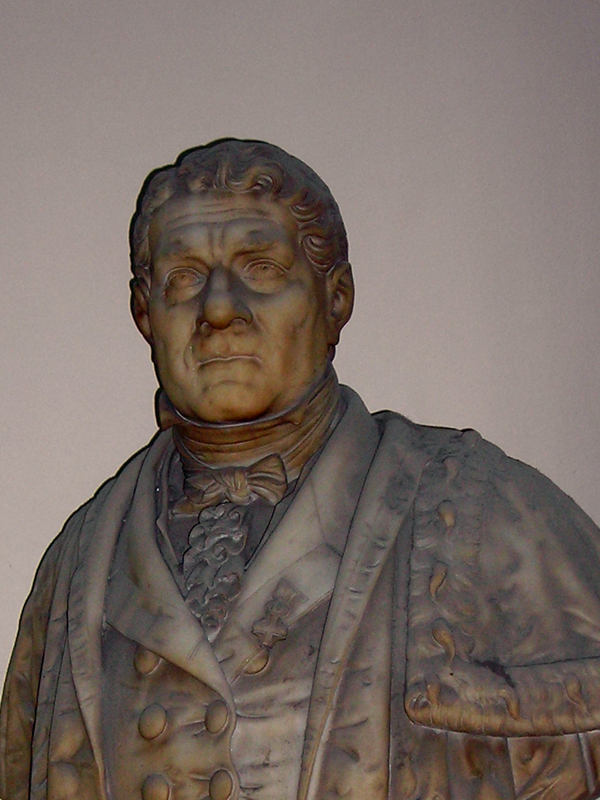
Busto di Carlo Barabino nel vano scala del palazzo (dettaglio), opera di Giovanni Battista Cevasco

L'edificio presenta una facciata nel tipico stile neoclassico ligure ottocentesco.
Nell'atrio, a forma ottagonale, sono presenti quattro nicchie con altrettante statue in marmo raffiguranti: Luca Cambiaso e Filippo Parodi (opera di Luigi Orengo del 1935), Bernardo Strozzi e Bernardo Schiaffino (opera di Guido Galletti del 1939). L'atrio conduce allo scalone monumentale, con rampe a sbalzo sul pozzo centrale e ampio uso di marmo policromo.
Nella nicchia in cima alla prima rampa è presente una statua di Santa Caterina d'Alessandria (probabilmente opera di Guglielmo della Porta e della bottega del padre Gio. Giacomo), proveniente dalla demolita porta (1837) cinquecentesca dell'Acquasola. In cima alle rampe sono presenti altre due statue cinquecentesche dei santi Giacomo e san Filippo, provenienti dall'omonima chiesa. Sul ballatoio di fronte, è presente un busto di Nicolò Barabino (opera di Antonio Allegretti del 1894).
Le colonne monumentali della loggia al secondo piano provengono dalla demolita chiesa di San Domenico. Nelle pareti della loggia sono presenti quattro nicchie contenenti i busti di: Carlo Barabino (opera di Giovanni Battista Cevasco del 1844), Ernesto Rayper (opera di Giulio Monteverde del 1874), Pietro Resasco (opera di Allegro Agostino del 1874) e Raffaele Granara (opera di Vittorio Lavezzari del 1885).
Al suo interno ha sede l'Accademia ligustica di belle arti e, dal 1980, il Museo dell'Accademia Ligustica di Belle Arti.

## Galleria d'immagini

### Esterni

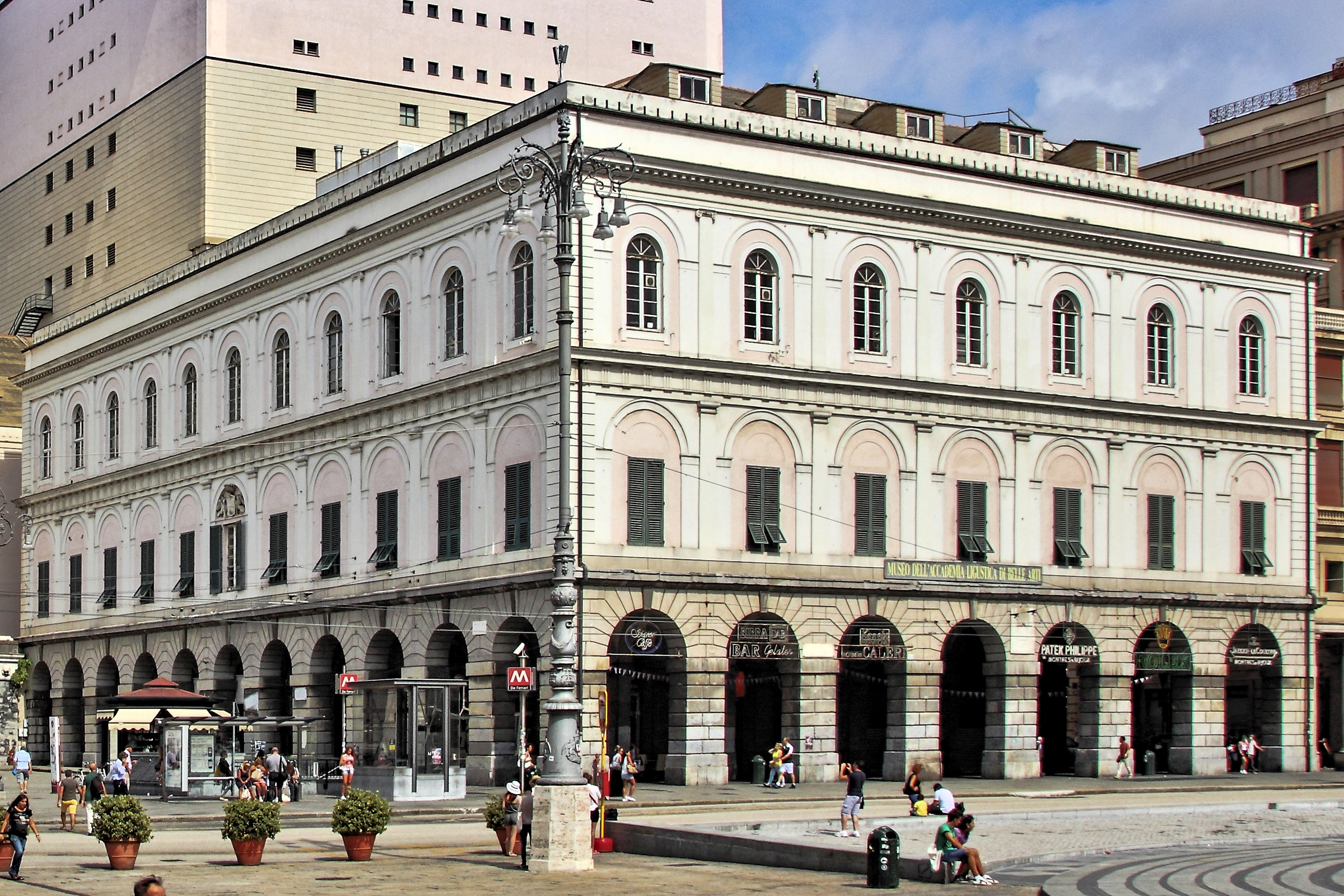
L'edificio nel suo complesso
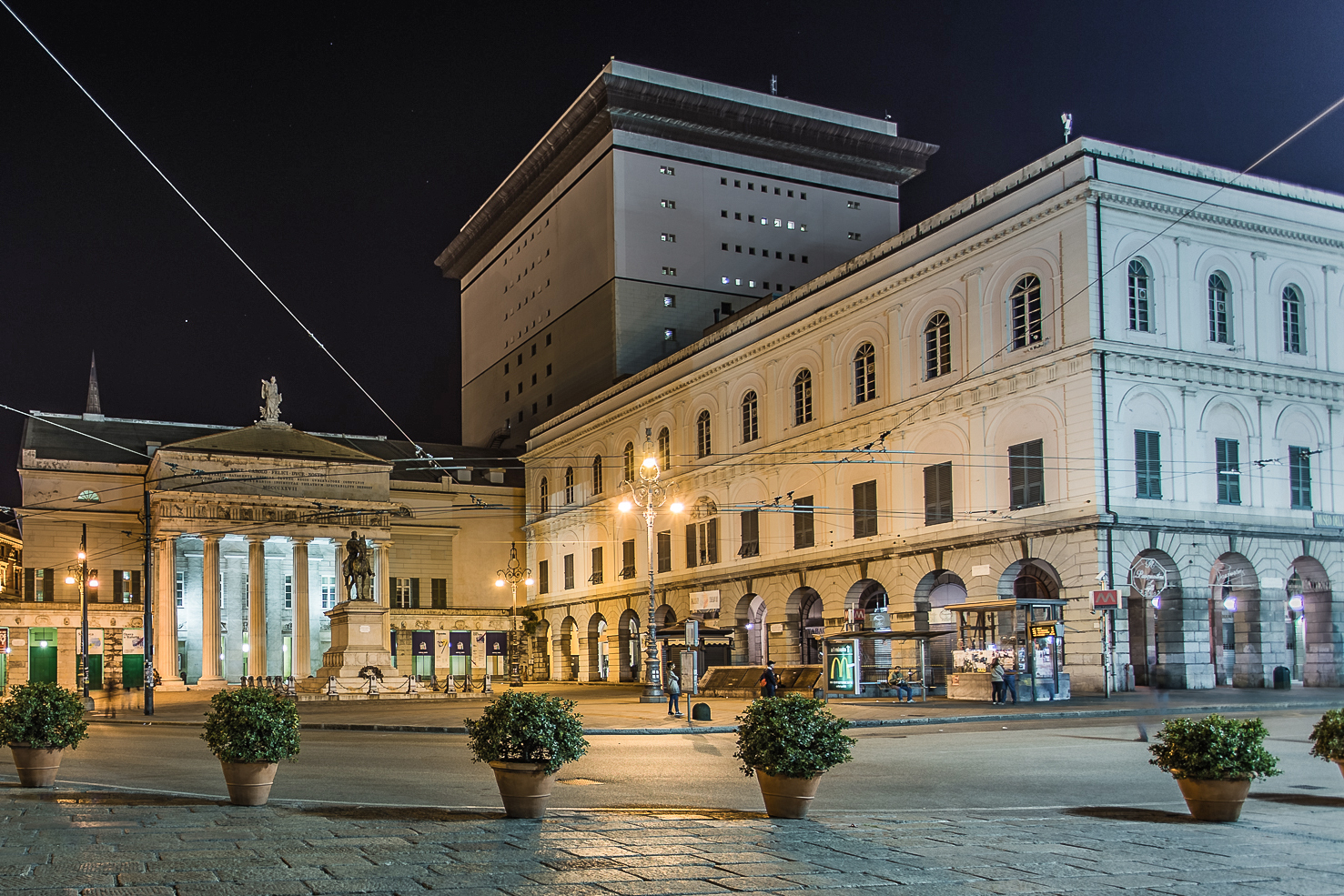
L'edificio in notturna
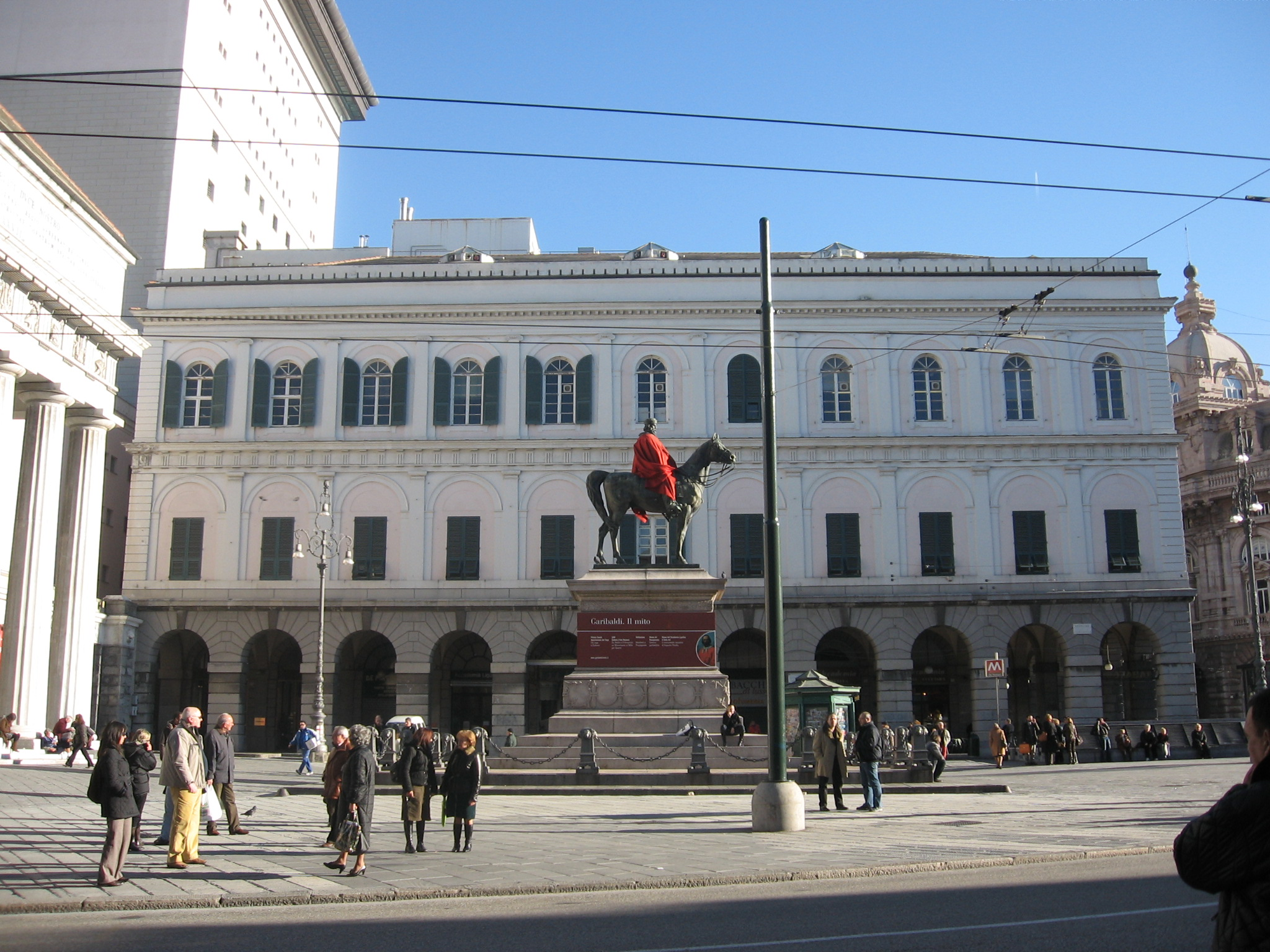
La facciata sinistra dell'edificio
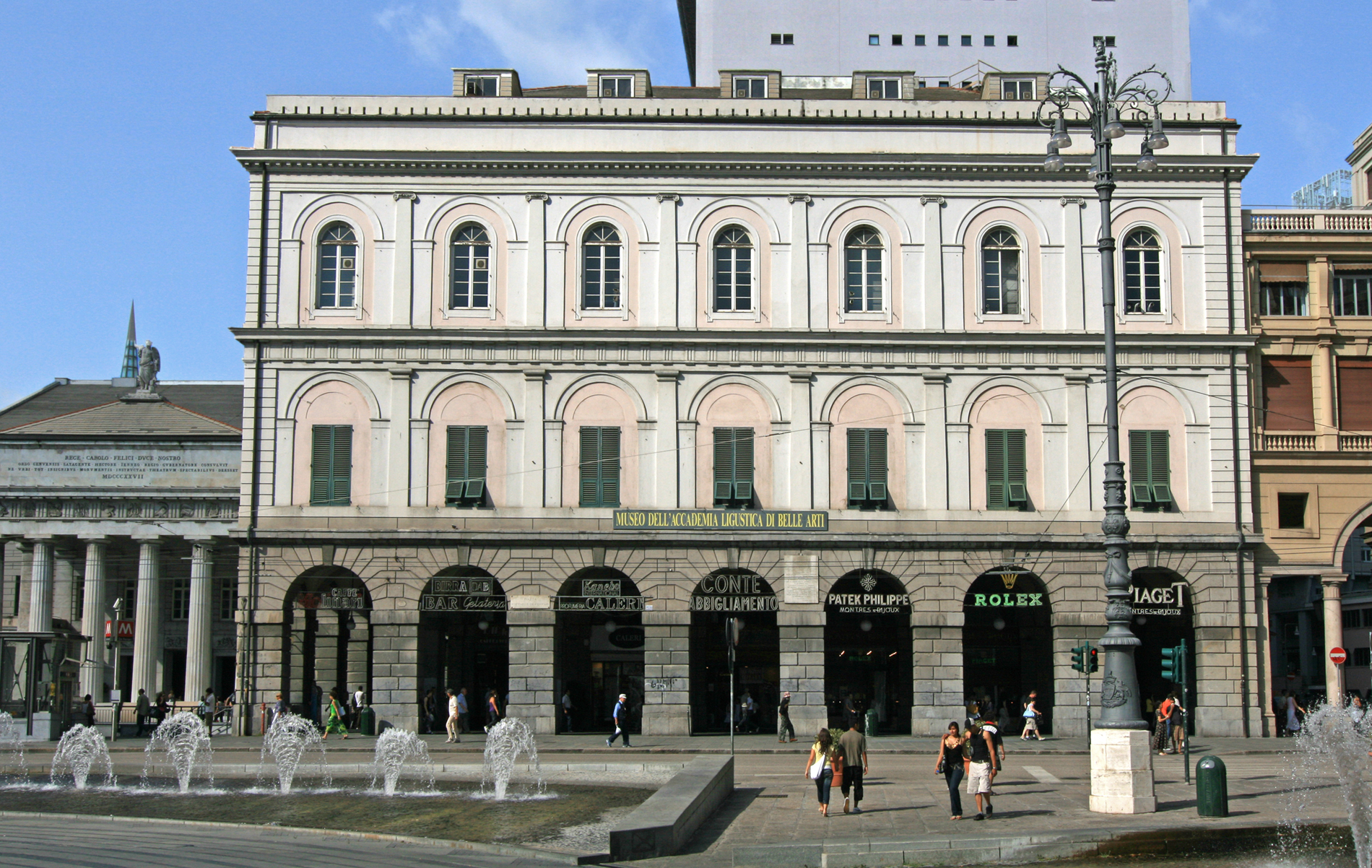
La facciata frontale dell'edificio
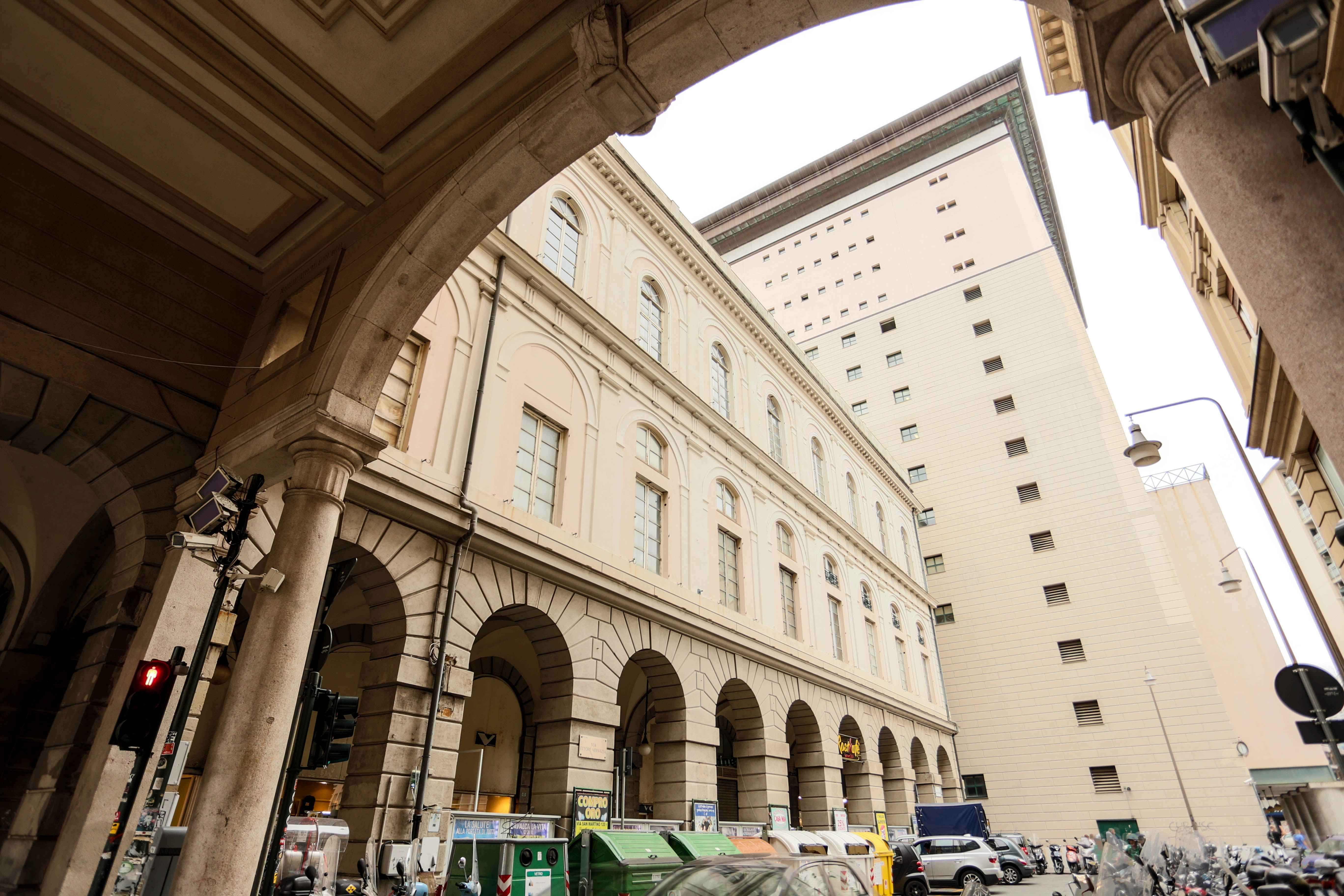
La facciata destra dell'edificio

### Interni

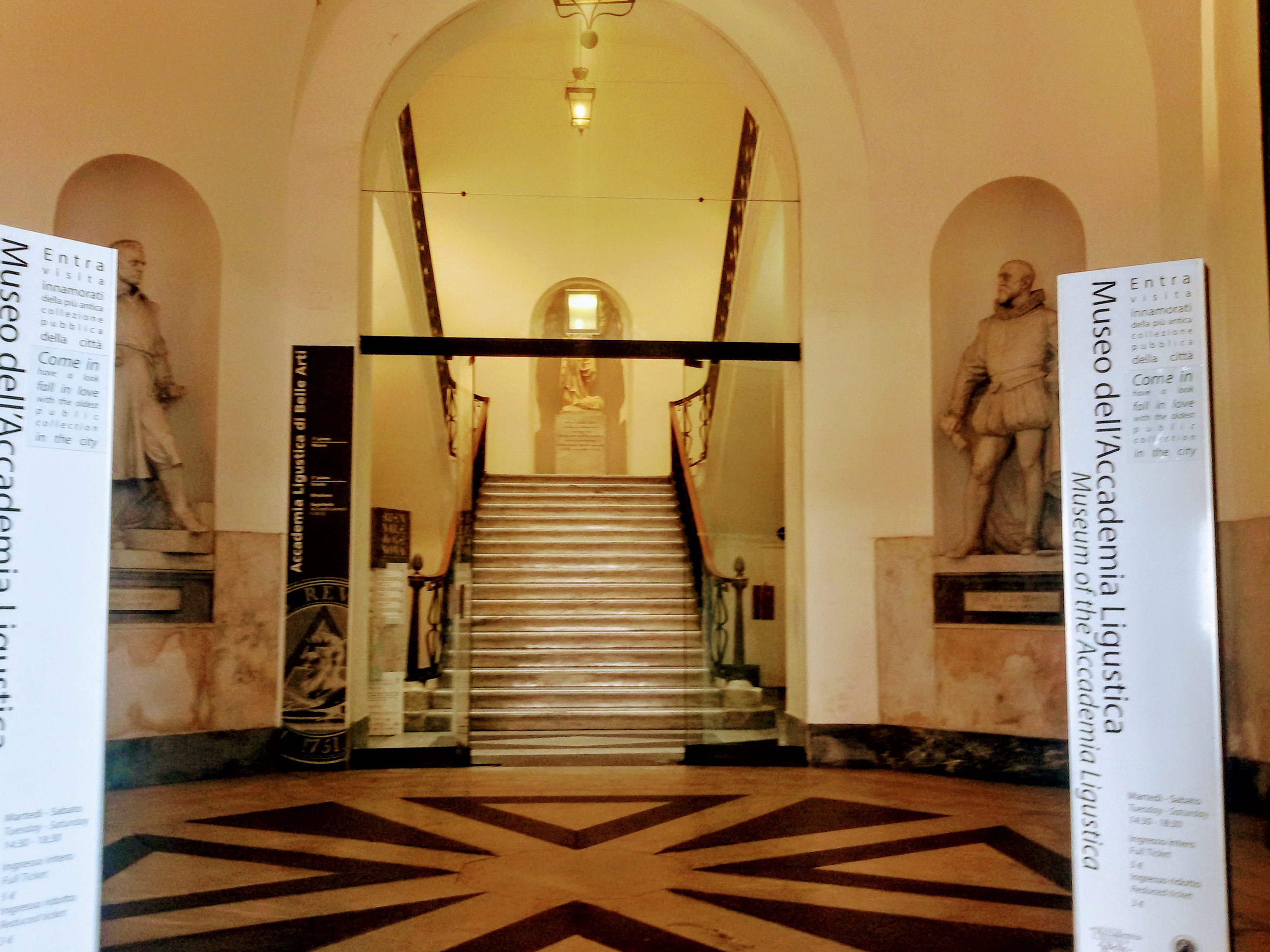
L'atrio
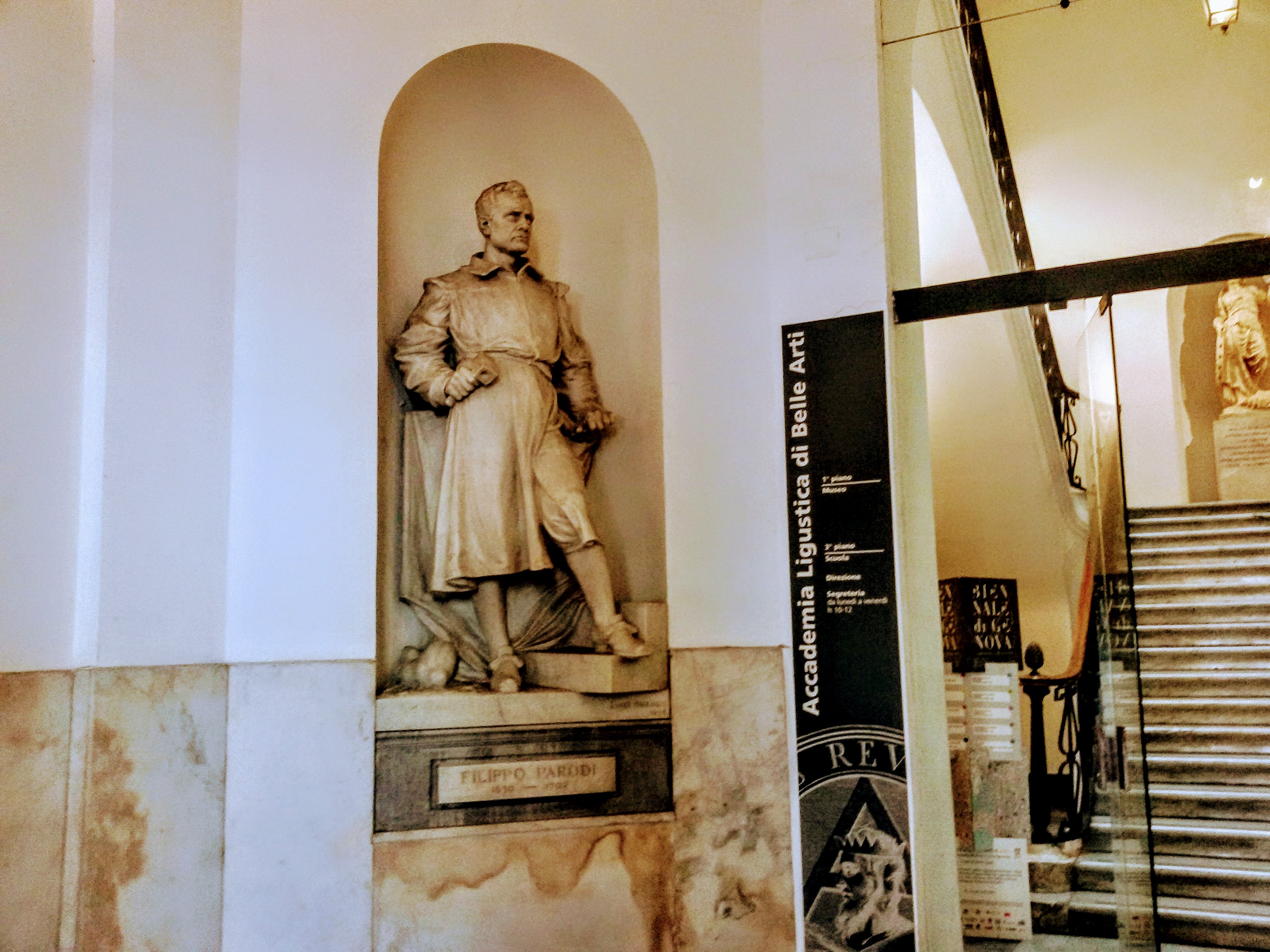
La statua di Filippo Parodi all'ingresso
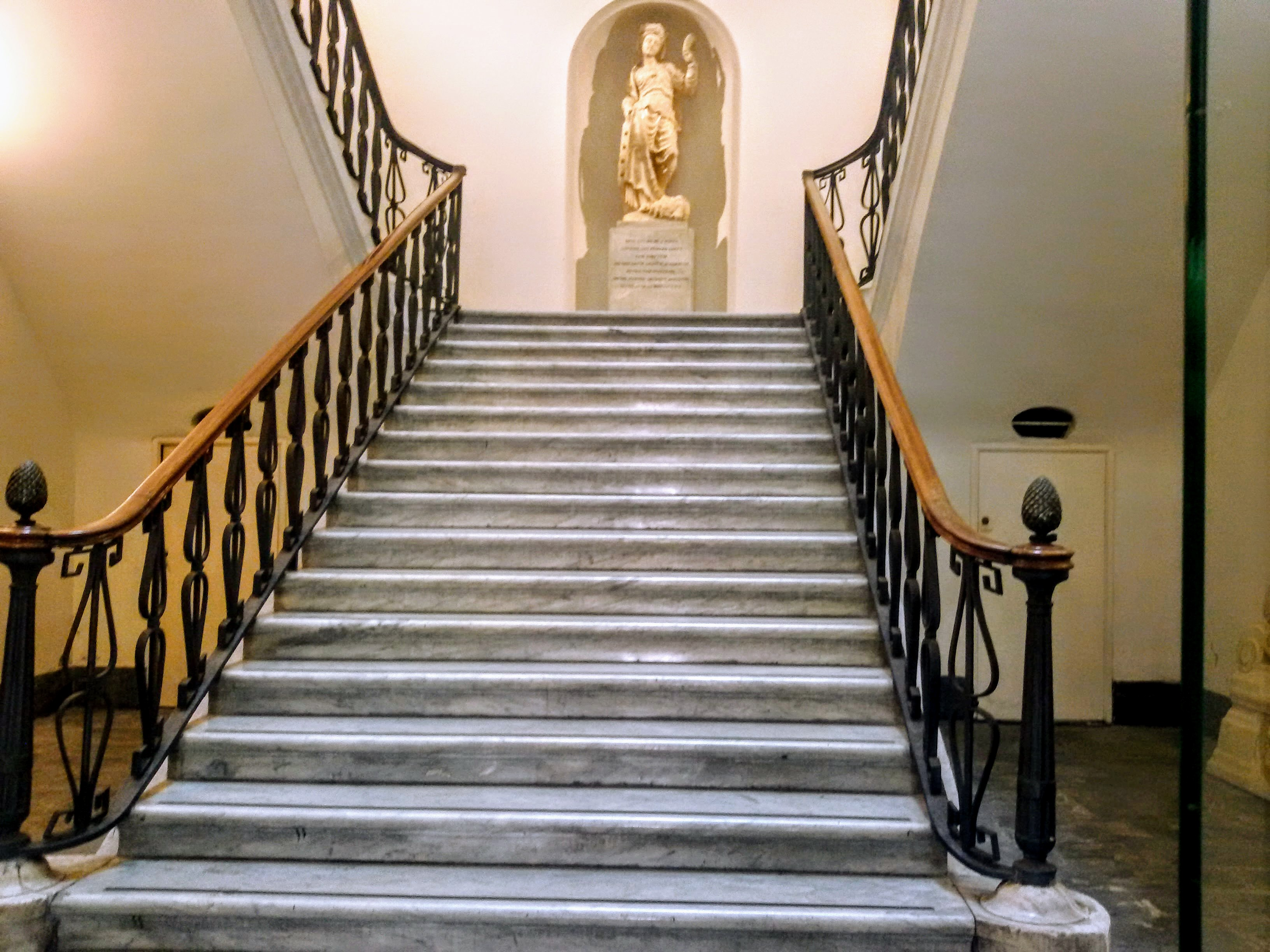
Lo scalone
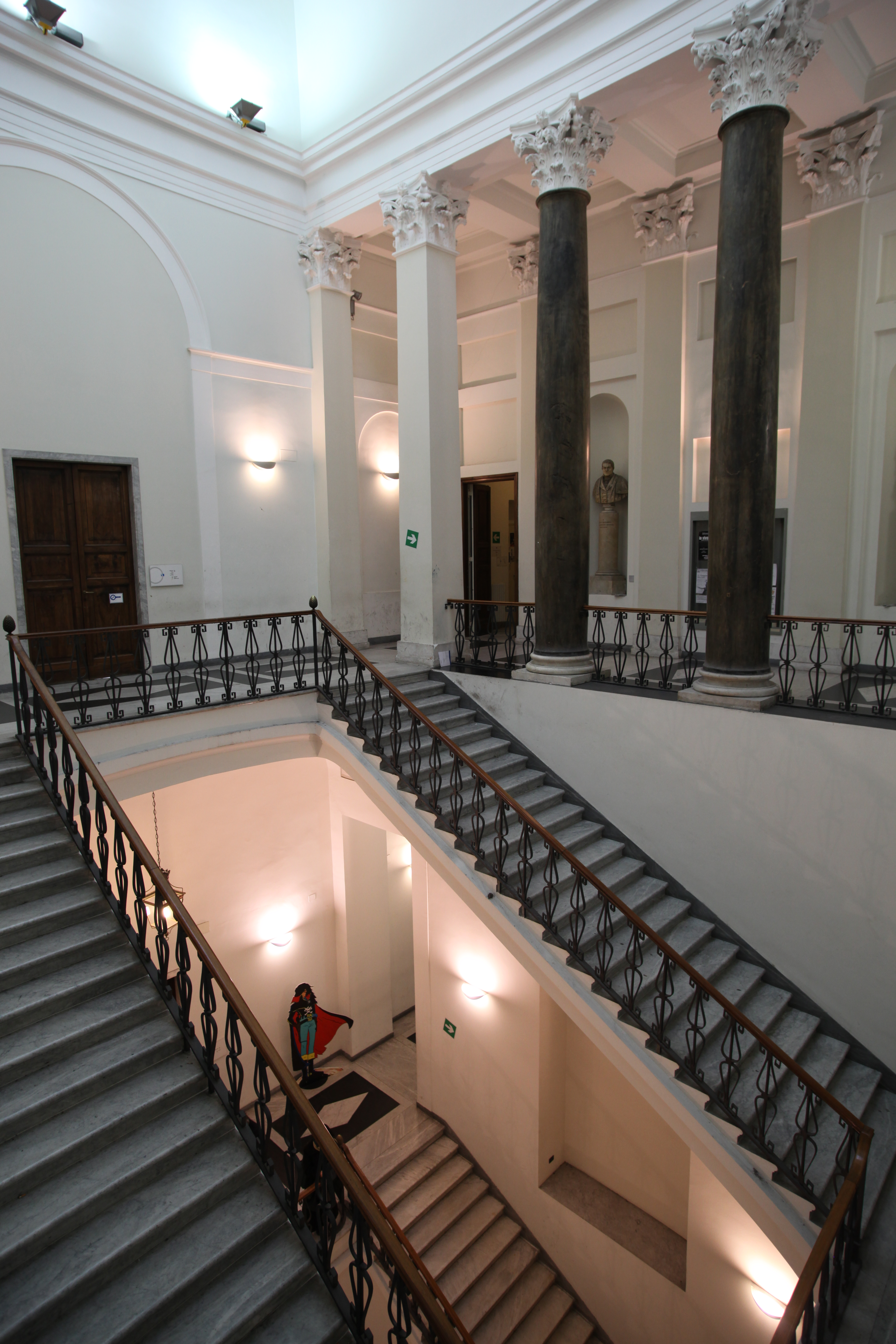
Particolare dello scalone
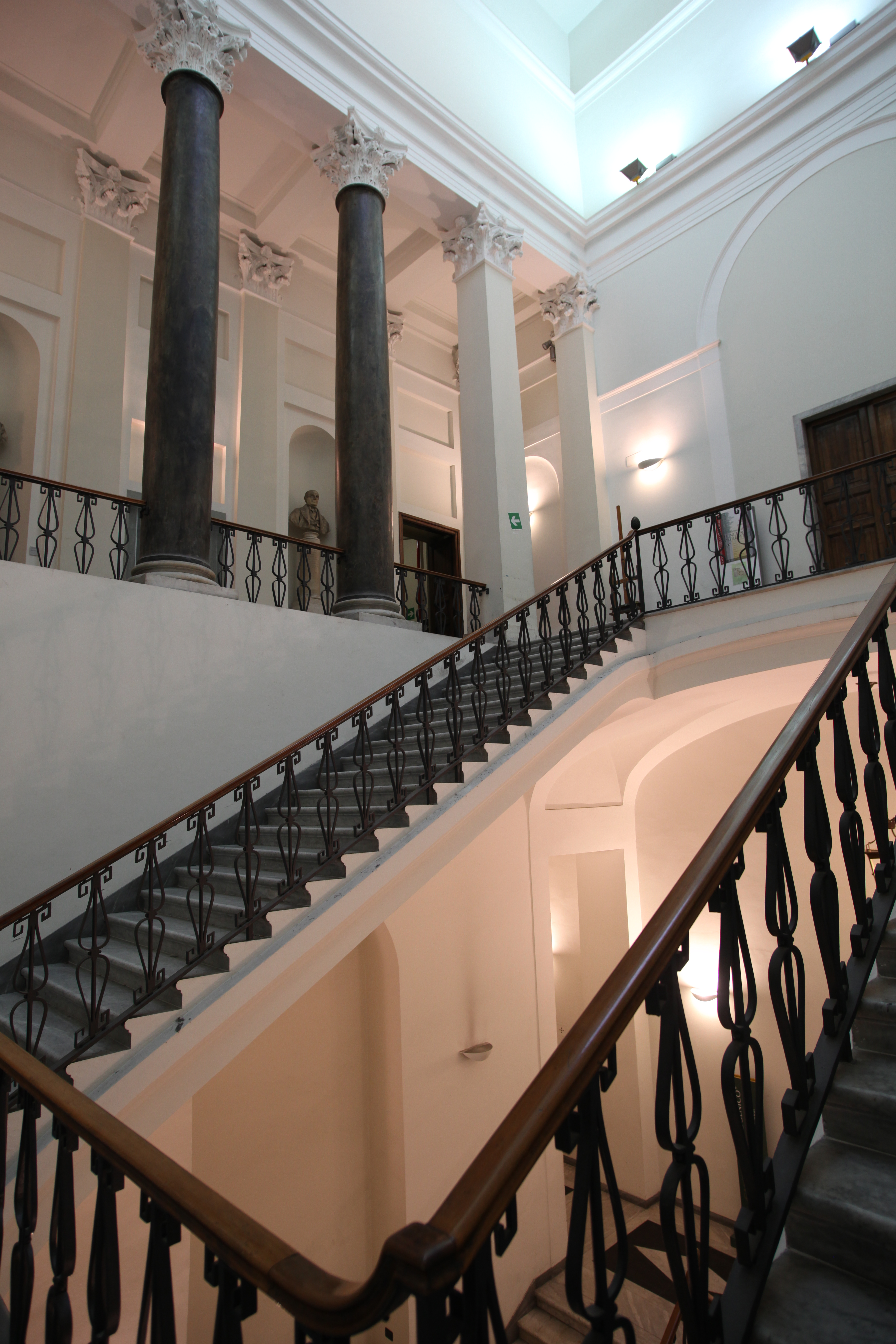
Particolare dello scalone
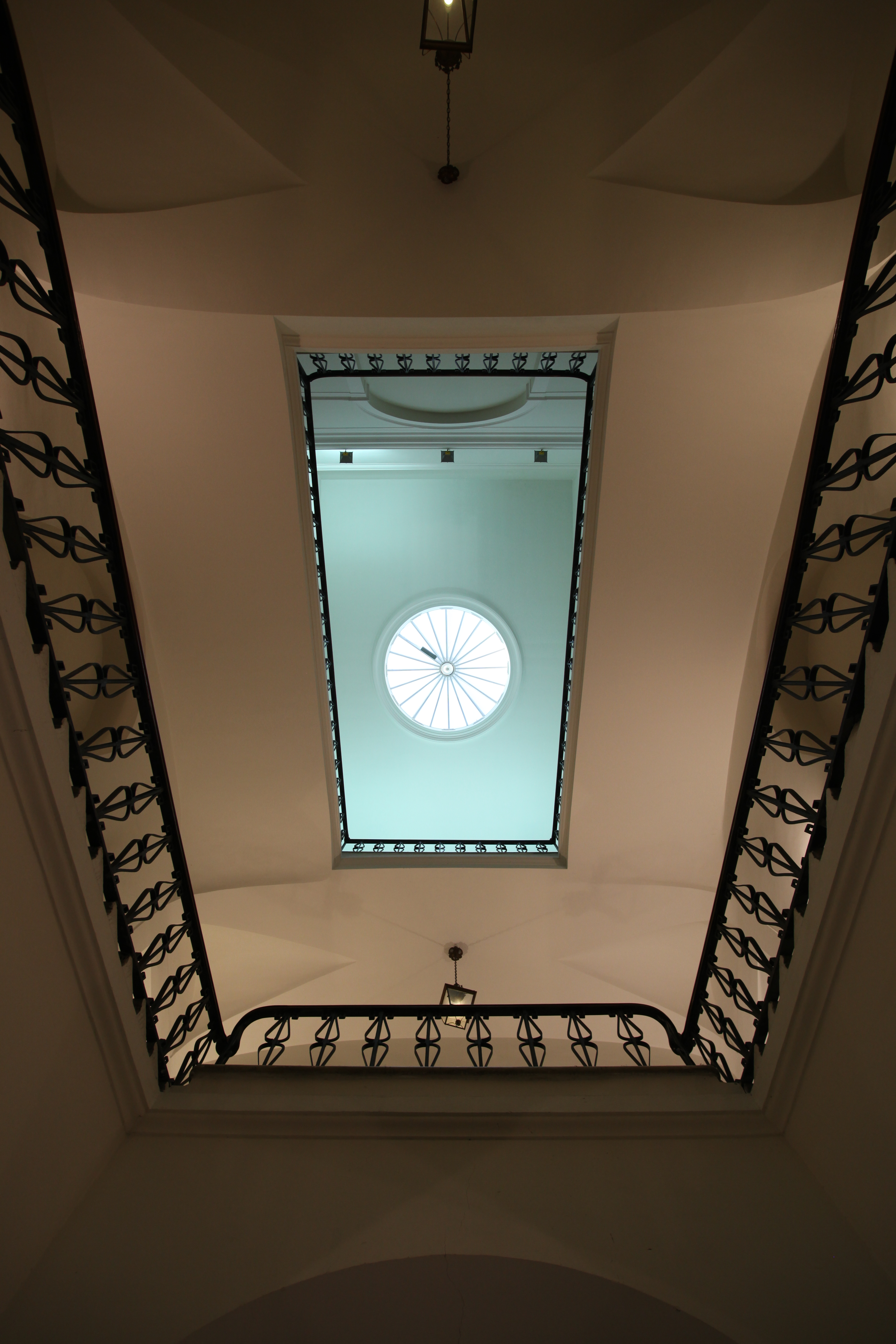
Il pozzo dello scalone con oculo centrale
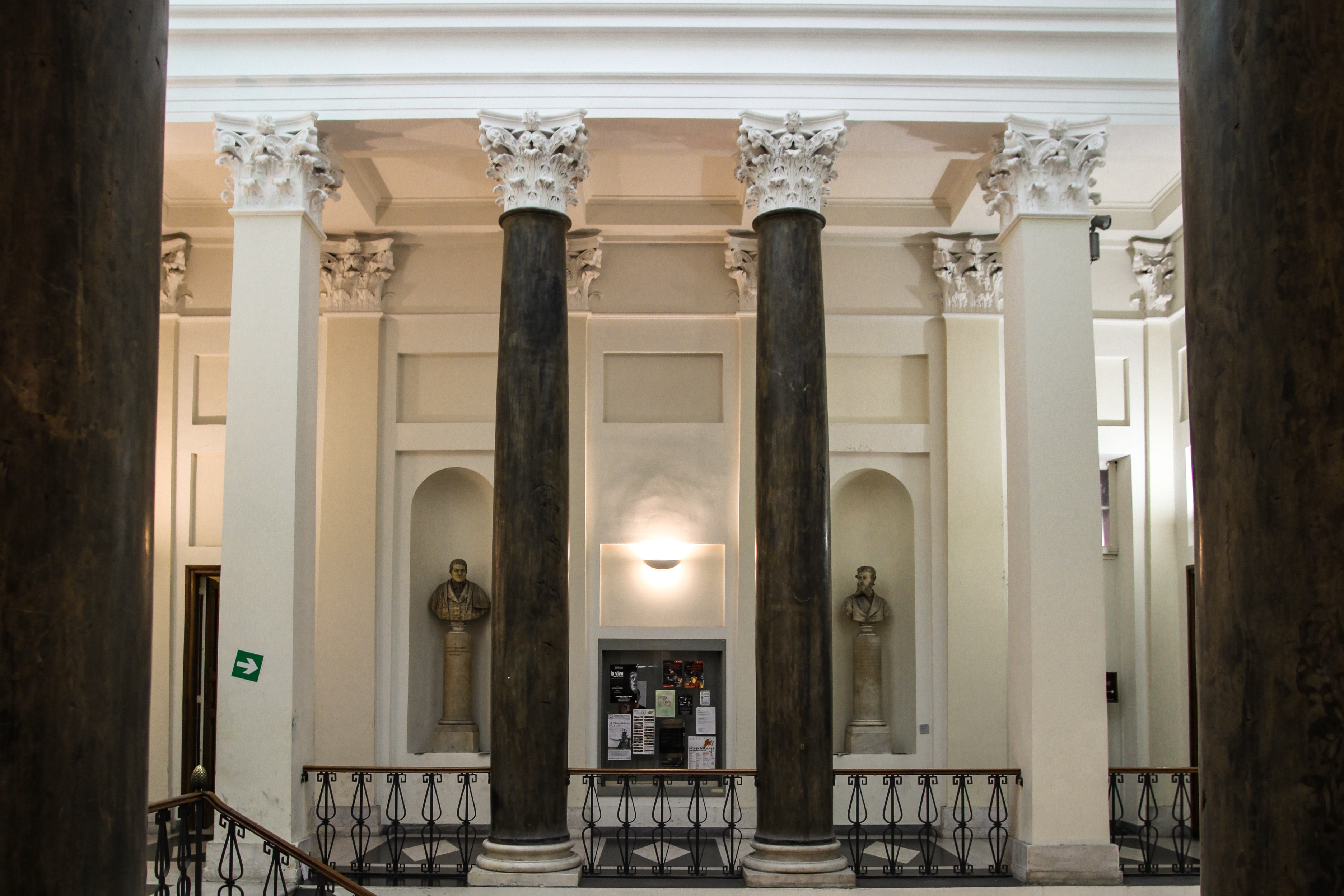
Le statue sulla loggia terminale, con le colonne e lo scalone